# Serra do Mendanha

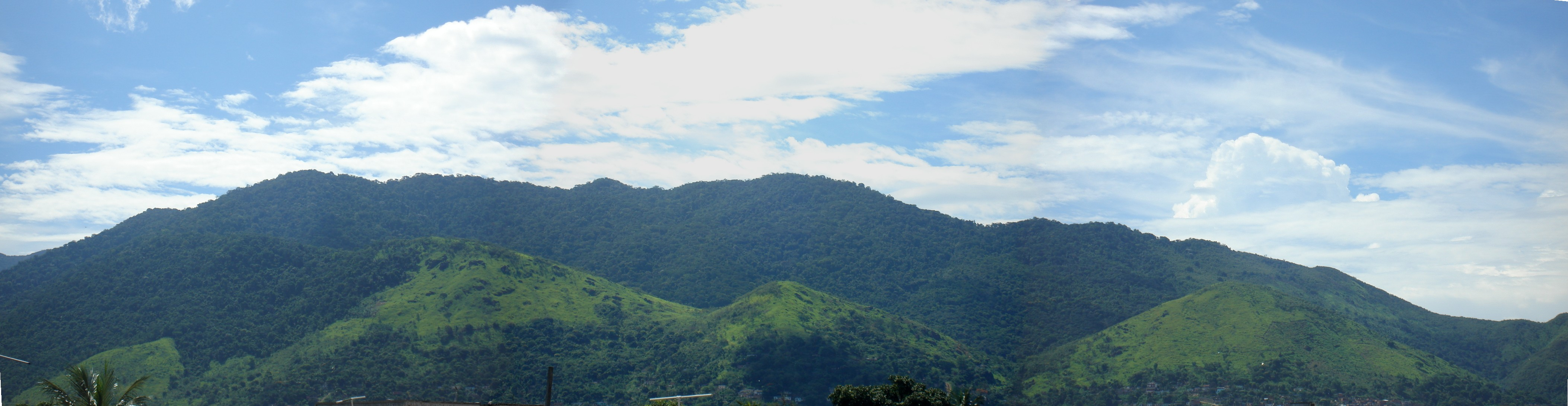

A Serra do Mendanha é uma formação montanhosa localizada na Zona Oeste carioca no limite dos municípios do Rio de Janeiro e Nova Iguaçu, no estado do Rio de Janeiro, no Brasil.
Integrante do Maciço do Gericinó, a serra é de formação tectónica constituída principalmente por rochas alcalinas álcali sienito e nefelina sienito com ocorrências subordinadas de traquito e brecha subvulcânica, o que gerou uma série de poços no Rio Guandu do Sapê. Bons para nadar, eles têm cerca de 10 metros de profundidade e 50 metros de diâmetro. Assim, esta serra oferece também alguns dos melhores banhos em cachoeiras e piscinas naturais do município do Rio de Janeiro.  A trilha também passa por duas cachoeiras antes de levar a uma pista de salto de asa-delta de onde se avista Nova Iguaçu. Lá estão localizadas as antenas das emissoras de televisão e rádio que geram sinal para a zona oeste do Rio de Janeiro.

## Localização
Localizada na Serra do Mendanha (área de Campo Grande).
Vias de acesso: Estrada do Mendanha, Estrada Abílio Bastos e Caminho da Represa do Mendanha.
Atrativos naturais: trilhas, piscinas naturais, cachoeiras, rios e vestígios vulcânicos.

## Travessia Serra do Mendanha
Características: uma caminhada leve em um particular setor da Serra do Mendanha, onde podemos observar a pujança da Mata Atlântica em seu melhor grau de preservação.
Altura máxima: 974m, no Pico do Guandu, com uma área de 4398,10 hectares e extensão aproximada: 3 km. Área de Floresta Urbana compartilhada com os municípios do Rio de Janeiro, Mesquita e Nova Iguaçu.

OBS: São mais de 40min  de caminhada só de subida, recomendo o uso de tênis, protetor solar, protetor contra insetos.